# خرداد ۱۳۹۲
خرداد ۱۳۹۲، سومین ماه سال ۱۳۹۲ هجری خورشیدی است.
آغاز آن چهارشنبه، ۱ خرداد ۱۳۹۲ برابر با ۲۲ مه ۲۰۱۳ میلادی است.

## رویدادها
یازدهمین دورهٔ انتخابات ریاست جمهوری ایران، در روز جمعه ۲۴ خرداد ۱۳۹۲ خورشیدی، برگزار شد.